# Xterm
xterm ist ein Terminal-Emulator und ein Bestandteil des grafischen X Window Systems (kurz „X“). Ein Benutzer kann beliebig viele Instanzen von xterm auf demselben Bildschirm (X Display) starten, jede Instanz stellt dann dem in ihr laufenden Prozess ein simuliertes Terminal zur Verfügung. Häufig wird xterm zur Darstellung von und Interaktion mit einer Unix-Shell eingesetzt.
Ursprünglich wurde xterm als Stand-Alone-Terminal für den VS100 von Mark Vandevoorde, einem Schüler von Jim Gettys, im Sommer 1984 entwickelt. Xterm ist somit etwas älter als X selbst. Schnell wurde klar, dass es sinnvoller war, xterm als Teil von X zu entwickeln und nicht als eigenständiges Projekt. Aus diesem Grund wurde es bald nach der Entstehung des X-Projektes in dieses übernommen.
Nach vielen Jahren als Teil von X verschob sich die Entwicklungslinie um 1996 zum XFree86-Projekt, welches damals mit der Version X11R6.3 arbeitete und zurzeit von Thomas Dickey gewartet wird.
Seit der Zeit der ersten xterm-Version wurden viele verschiedene Varianten entwickelt, eines der bekannteren Beispiele ist rxvt. In den populären Desktop Environments wurde xterm auch durch zahlreiche Alternativen wie Konsole (in KDE) beziehungsweise Gnome Terminal (in GNOME) ergänzt.